# Onchocerca tubingensis
Onchocerca tubingensis (griechisch όγκος „Widerhaken“, gr. κέρκος „Schwanz“; lateinisch tubingensis „aus Tübingen“) ist der Name eines zu den Filarien gehörenden Fadenwurms. Sie ist ein Endoparasit des Rothirsches (Cervus elaphus) und verwandt mit dem beim Menschen Flussblindheit verursachenden Onchocerca volvulus.